# 胭蚧属
胭蚧屬（學名：Dactylopius）是半翅目胭蚧科（學名：Dactylopiidae，又名洋紅蟲科）之下唯一的一個屬。
本屬物種有時會被泛稱為「胭脂虫」（cochineals），但更多時候這個名稱專指本屬的Dactylopius coccus這個物種：一種無論在經濟上或歷史上均同等重要的物種，從公元10世紀起就已是紅色染料胭脂紅的主要來源。此外，本屬有多個物種均為生物防治的重要物種，亦同時有個物種被認為是入侵物种。

## 多樣性
本屬物種為单系群，現時包括有11個物種。當中有九個物種長久以來便屬於本屬，另外的兩個種除了2012年才被描述的D. gracilipilus，餘下的物種D. bassi乃2001年從介殼蟲屬（Coccus）轉過來的。

## 物種
以下詳列本屬物種：
- Dactylopius austrinus
- Dactylopius bassi
- Dactylopius ceylonicus
- 胭脂虫 Dactylopius coccus
- Dactylopius confertus
- Dactylopius confusus
- Dactylopius gracilipilus
- Dactylopius opuntiae
- Dactylopius salmianus
- Dactylopius tomentosus
- Dactylopius zimmermanni

## 延伸閱讀
- Chávez Moreno, C. K.  (PDF).   [2019-02-17]. （原始内容存档 (PDF)于2019-02-18） （英语）. |journal=被忽略 (帮助)

## 外部連結
- 維基物種上的相關：胭蚧属